# Рудаевка
Рудаевка (на руски: Рудаевка) е село в Кантемировски район на Воронежка област на Русия.
Влиза в състава на селището от селски тип Титаревское.

## География

### Улици
- ул. Садовая,
- ул. Центральная.

## Население
| 2010 |
| ---- |
| 214  |